# Бутенин, Артём Алексеевич
Артём Алексе́евич Буте́нин (укр. Артем Олексійович Бутенін; род. 3 октября 1989, Киев) — украинский футболист, защитник.

## Биография

### Клубная карьера
В ДЮФЛ с 2002 года по 2006 год выступал за киевское «Динамо». В 2006 году начал выступать за «Динамо-2» в Первой лиге Украины. В команде дебютировал 20 апреля 2006 года в выездном матче против харьковского «Гелиоса» (1:0). В «Динамо-2» считался одним из самых талантливых игроков команды. Вместе с командой дважды выигрывал Мемориал Макарова в 2006 и 2009. 8 декабря 2007 года дебютировал в основе «Динамо» в победном матче Кубка Украины против симферопольской «Таврии» (3:0), Бутенин вышел на 90-й минуте вместо Марьяна Марковича. Вместе с дублем «Динамо» Артём становился победителем молодёжного первенства Украины в сезонах 2006/07 и 2007/08.
Летом 2010 года был отдан в полугодичную аренду в луцкую «Волынь», в команде он играл под 6-м номером. В Премьер-лиге Украины дебютировал 23 июля 2010 года в домашнем матче против криворожского «Кривбасса» (0:0), Бутенин вышел в начале второго тайма вместо Саши Стевича. В основном составе «Волыни» он закрепится не смог и выступал за дубль, он сыграл 13 матчей и забил 3 гола. В конце декабря 2010 года Артём вернулся в «Динамо».
В 2012 году перешёл в словацкий «Слован» (Либерец) на год на правах аренды. Через полгода не добыв до конца контракта и так и не сыграв ни одной игры вернулся на Украину.
В июле 2015 года перешёл в молдавскую «Зарю» (Бельцы), но так и не успев дебютировать покинул клуб и перешёл в азербайджанский «Ряван».
В декабре 2015 года был подвергнут годичной дисквалификации КДК ФФУ за употребление запрещённого препарата.

### Карьера в сборной
За юношескую сборную Украины до 17 лет выступал с 2004 года по 2006 год и провёл 26 матчей в которых забил 3 гола. За сборную до 19 лет сыграл в 18 матчах в которых забил 2 мяча.
17 ноября 2007 года провёл единственный матч за молодёжную сборную Украины до 21 года против Лихтенштейна (5:0), Бутенин вышел на 77 минуте вместо Дениса Гармаша.

## Достижения
- Победитель молодёжного чемпионата Украины (2): 2006/07, 2007/08